# Lasioglossum cariocum
Lasioglossum cariocum är en biart som först beskrevs av Carlos Schrottky 1910.  Lasioglossum cariocum ingår i släktet smalbin, och familjen vägbin. Inga underarter finns listade i Catalogue of Life.